# Chhatrapati Shivaji Terminus
Ga xe lửa Chhatrapati Shivaji (Mã nhà ga: CSTM/ST) trước đây gọi là Ga xe lửa Victoria là ga đường sắt lịch sử và là Di sản thế giới của UNESCO nằm ở thành phố Mumbai, bang Maharashtra, miền Tây Ấn Độ. Đây là trụ sở của Khu đường sắt Trung tâm, là một trong 18 khu vực đường sắt ở Ấn Độ.
Đây là công trình được thiết kế bởi kiến trúc sư người Anh Frederick William Stevens theo phong cách kiến trúc Gothic Phục hưng của Ý thời Victoria trở thành biểu tượng của Mumbai như một "thành phố Gothic và cảng quốc tế lớn của Ấn Độ". Nó được xây dựng từ năm 1878 tại nhà ga xe lửa cũ của khu vực Bori Bunder để kỷ niệm Lễ kỉ niệm vàng của Nữ vương Victoria, kéo dài trong 10 năm sau đó. Đây là một trong những nhà ga nhộn nhịp nhất Ấn Độ, phục vụ cả đi lại tới các thành phố có khoảng cách xa và cả vé tháng hàng ngày. Tháng 3 năm 1966, nhà ga được đổi theo tên của Chhatrapati Shivaji, vị hoàng đế sáng lập ra đế quốc Maratha. Năm 2017, nhà ga một lần nữa được đổi tên thành Chhatrapati Shivaji Maharaj, và cả hai cái tên đều được sử dụng ngày nay.

## Lịch sử
Nhà ga đường sắt được xây dựng lại được đặt theo tên của Nữ hoàng Victoria theo mô hình thiết kế của kiến trúc sư Frederick William Stevens. Công việc bắt đầu vào năm 1878. Ông đã dựa theo bản phác thảo của danh họa người Thụy Điển Axel Haig. Thiết kế này có một số điểm tương đồng với Ga đường sắt St Pancras ở London. Phải mất 10 năm để công việc xây dựng được hoàn thành với chi phí 1.614.000 rupee và trở thành tòa nhà dài nhất Bombay ở thời kỳ đó. Điểm nổi bật của công trình là phong cách kiến trúc Gothic Phục hưng và nơi đây trở thành trụ sở của Đường sắt Bán đảo Đại Ấn.
Tổng cộng nhà ga được đổi tên bốn lần. Ban đầu nó được gọi là Bori Bunder từ năm 1853 đến 1888. Nó được xây dựng lại thành Victoria để kỷ niệm Lễ kỷ niệm vàng của Nữ vương Victoria. Sau đó nó được đổi theo tên của hoàng đế Chhatrapati Shivaji, người sáng lập ra Đế quốc Maratha. Vào tháng 12 năm 2016, Chính phủ Đảng Nhân dân Ấn Độ quyết định đổi tên thành Chhatrapati Shivaji Maharaj đã được thông qua trong Hội đồng Maharashtra vào tháng 5 năm 2017, nhà ga chính thức được đổi tên. Cả hai cái tên đều được sử dụng hiện nay.

## Kiến trúc
Công trình này được thiết kế theo kiến trúc Gothic Phục hưng, thể hiện sự hợp nhất của ảnh hưởng kiến trúc Gothic Phục hưng ở Ý với kiến trúc cổ điển Ấn Độ. Các tháp nhỏ, vòm nhọn được bố trí xung quanh tâm mang kiến trúc cổ điển Ấn Độ. Bên ngoài là các tượng khắc gỗ, trụ gạch, phù điêu trang trí, lan can sắt và đồng thau, song cửa phòng bán vé, lan can cầu thang lớn và các chi tiết trang trí khác là sản phẩm của các sinh viên trường nghệ thuật Sir Jamsetjee Jeejebhoy. Đây là ví dụ tuyệt tác của kiến trúc đường sắt thế kỷ 19 về giải pháp kỹ thuật và kết cấu tiên tiến. Vòm trung tâm là cấu trúc dài 330 ft nối sân ga với một kho hàng nhà ga dài 1.200 ft. Khung xương của mái vòm xây dựng nằm ở trung tâm của công trình được coi là thành tựu mới của thời đại.

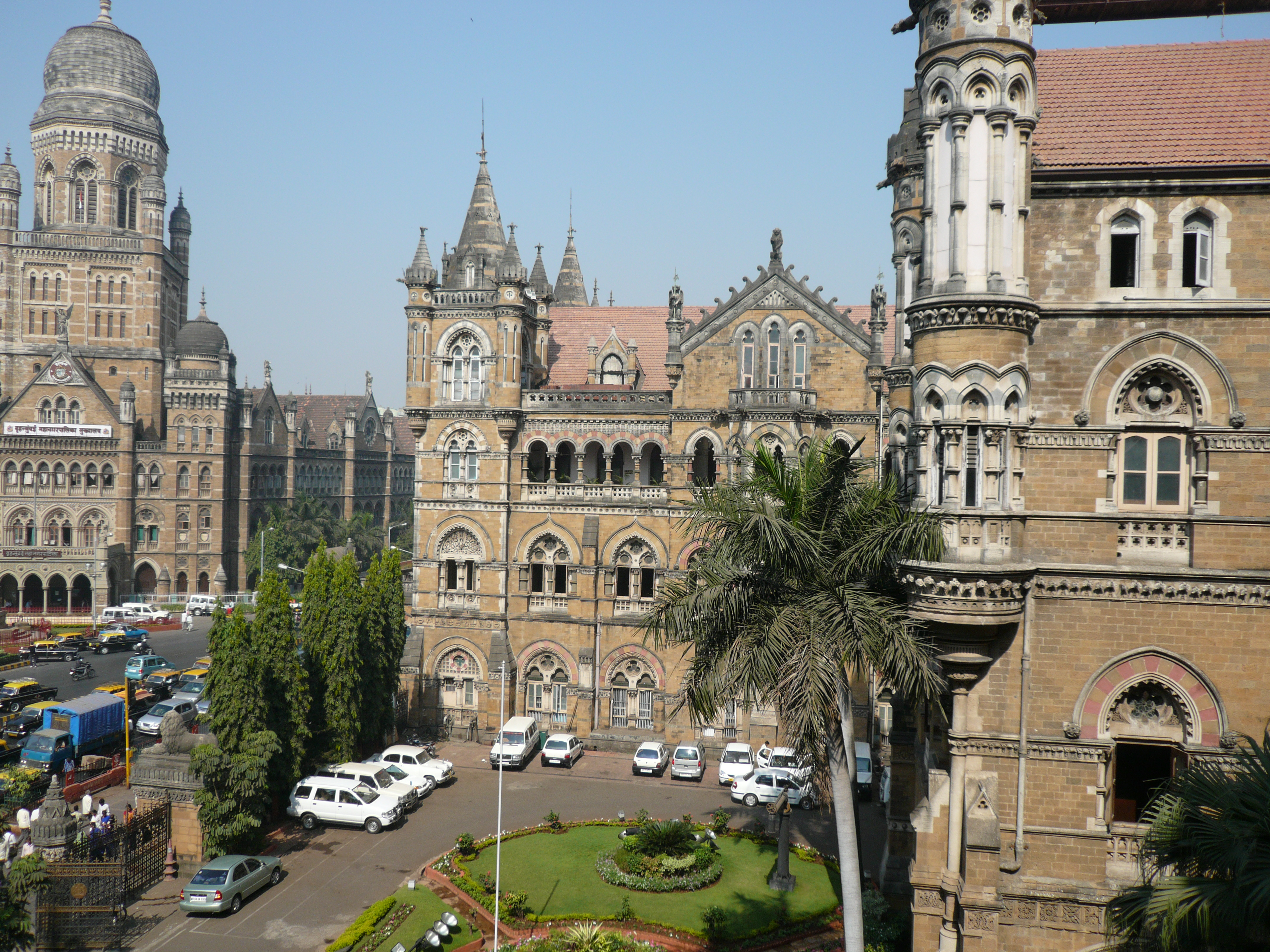
Khoảng sân giữa hướng ra đường lớn.

Bên trong tòa nhà là một loạt các phòng lớn với trần cao được thiết kế theo thực tế sử dụng theo các mục đích của một nhà ga xe lửa. Nó có kiến trúc hình chữ C đối xứng trên trục Đông Tây. Mái vòm trung tâm của tòa nhà cấu trúc gân hình bát giác, trên đỉnh là hình ảnh một người phụ nữ tay phải cầm đuốc hướng lên trời, tay trái cầm một bánh răng. Hai mặt bên bao quanh một sân hướng ra đường lớn là nơi có các tháp canh hoành tráng ở mỗi bốn góc được bố trí cân đối với khung cửa sổ vòm. Mặt tiền của công trình đặc trưng bởi các cửa sổ và những mái vòm đối xứng cùng với đó là các trụ gạch, tượng, phù điêu trang trí với những con sư tử tượng trưng cho nước Anh, những con hổ tượng trưng cho Ấn Độ. Cấu trúc chính được xây dựng từ sự pha trộn của sa thạch và đá vôi Ấn Độ, trong khi đá cẩm thạch Ý được sử dụng cho các yếu tố trang trí quan trọng. Một bức tượng của Nữ hoàng Victoria đứng trên mặt tiền chính đã bị phá hủy
Tầng trệt cánh phía Bắc được gọi là Star Chamber được sử dụng là văn phòng nhà ga là nơi có những chi tiết bằng đá cẩm thạch Ý và đá xanh Ấn Độ bóng loáng. Vòm đá có mái che được trang trí hoa lá và những bức tượng kỳ quái. Bức tường được lót bằng gạch tráng men của Anh
Với lối kiến trúc pha trộn Á - Âu giữa kiến trúc Gothic và kiến trúc truyền thống Ấn Độ trở thành biểu tượng của Mumbai, đồng thời là công trình kiến trúc đường sắt nổi bật thế kỷ 19, phục vụ tốt cho mục đích sử dụng nhờ cấu trúc và kỹ thuật xây dựng, UNESCO đã đưa nhà ga xe lửa vào danh sách Di sản thế giới vào năm 2004.